# Wiszniowka (Kraj Nadmorski)
Wiszniowka (ros. Вишнёвка) – wieś (sieło) w Rosji, w Kraju Nadmorskim, w rejonie spaskim. W 2021 liczyła 484 mieszkańców.